# Coris sandeyeri
Coris sandeyeri is een  straalvinnige vissensoort uit de familie van lipvissen (Labridae). De wetenschappelijke naam van de soort is voor het eerst geldig gepubliceerd in 1884 door James Hector.
De soort is genoemd naar S. Sandeyer, die ze verzamelde bij Tiritiri Island, Auckland, Nieuw-Zeeland.  "Sandeyer" was echter een verkeerde spelling; de echte naam van de verzamelaar was Sandager. Meerdere auteurs hebben daarom de soortnaam sandageri gebruikt naast sandeyeri, maar volgens de regels van de International Code of Zoological Nomenclature is de eerstgebruikte naam sandeyeri correct.
Deze soort komt voor in het zuid-oosten van de Stille Oceaan, langs de oostkust van Australië (New South Wales), bij Norfolk, in het noordelijk deel van de Tasmanzee (Lord Howe-eiland) en in het noorden van Nieuw-Zeeland en de omringende eilanden, waar ze het talrijkst voorkomt. Ze leeft in riffen tot een diepte van ongeveer 60 meter.
De soort staat op de Rode Lijst van de IUCN als niet bedreigd, beoordelingsjaar 2008. De omvang van de populatie is volgens de IUCN stabiel.